# Hannahanna
Hannahanna (Nintu, Mah) – hetycka matka bogów i królowa niebios. 
Jej imię znaczy "prababka". Bogini o podrzędnej roli, odgrywa jednak główną rolę w micie o odszukaniu i zbudzeniu ("ożywieniu") boga Telepinu, na poszukiwania którego wysłała pszczołę, której poleciła użądlić Telepinu w stopy i dłonie, natrzeć woskiem, sprawić aby wstał. 
Pszczoła mogła być reminiscencją kultu z okresu matriarchatu, być może również atrybutem Hannahanny, jest z nią łączona w wielu mitach.